# Békés Rita
Békés Rita (Debrecen, 1925. július 26. – Budapest, 1978. december 16.) Jászai Mari-díjas magyar színésznő. Békés István író lánya, Békés András rendező és Békés Itala színésznő nővére.

## Életpályája
Édesanyja, az olasz származású Rita Furlani színésznő Berlinben ismerte meg édesapját Békés Istvánt, a Star Filmgyár dramaturgját. Első gyermekük Putyika. Hamarosan ikreik születtek: Rita és Öcsi. Putyi kétéves korában meghalt, amikor a kisfiú megitta a lúgkövet, amelyet a mosónő a konyhában felejtett. Öcsit nyolc hónaposan tüdőgyulladás vitte el. 1927-ben ismét ikrek születtek a családban, András és Itala.
1949-ben végzett a Színház- és Filmművészeti Főiskolán. Egy évadot játszott a Nemzeti Színházban, majd 1950-ben a debreceni Csokonai Színházhoz szerződött. 1954-től 1956-ig a Pécsi Nemzeti Színház, 1956-tól 1962-ig pedig a József Attila Színház tagja volt. 1962-től haláláig, 1978-ig a Vígszínház tagja volt. Első filmszerepe a Mindenki ártatlan című játékfilmben volt 1961-ben, utolsó filmes szerepe az Úszó jégtáblák című tévéfilmben volt 1978-ban, amelynek bemutatóját már nem érte meg.

### Családja
Férje Lendvai Ferenc színházrendező volt. Egy gyermekük született.

## Színpadi szerepei
- Fagyejev: Az ifjú gárda....Uljana Gromova
- Seribe: Egy pohár víz....Anna királynő
- Jókai Mór–Hevesi Sándor: A kőszívű ember fiai....Alphonsine
- Gorkij: Kispolgárok....Jelena
- Oscar Wilde: Bunbury....Miss Prims
- Dürrenmatt: A fizikusok....Möbiusné
- William Shakespeare: III. Richard....Margit királynő
- Örkény István: Macskajáték....Giza
- E. Bond: Fej vagy írás....Dajka
- Csehov: Három nővér....Olga

## Filmszerepei

### Játékfilmek
- Mindenki ártatlan? (1961)
- Párbeszéd (1963)
- Másfél millió (1964)
- Nem (1965)
- Játék a múzeumban (1965)
- Apa (1966)
- Szevasz, Vera! (1967)
- Szeressétek Odor Emiliát! (1968)
- Tiltott terület (1968)
- Egri csillagok I-II. (1968)
- Mi lesz veled Eszterke? (1968)
- Szemüvegesek (1969)
- Sziget a szárazföldön (1969)
- Szerelmesfilm (1970)
- Volt egyszer egy család (1972)
- Lányarcok tükörben (1973)
- Tűzoltó utca 25. (1973)
- Budapesti mesék (1976)
- Az ötödik pecsét (1976)
- Ki látott engem? (1977)

### Tévéfilmek
- Őrjárat az égen 1-4. (1970)
- Asszonyok mesélik (1971)
- Heten, mint a gonoszok (1972) – Lenke

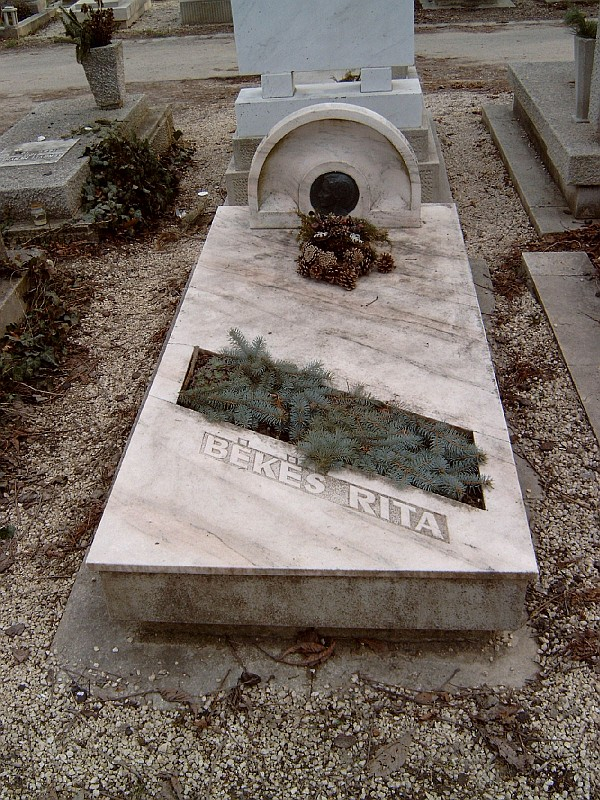
Sírja Budapesten, a Farkasréti temetőben

- Velünk kezdődik minden (1973)
- III. Richárd(wd) (1973)
- Trisztán (1975)
- Tudós nők (1975)
- Százéves asszony (1976)
- Magnóliakert (1976)
- A tanítvány (1977)
- Tengerre néző cellák (1978)
- Idegenek (1978)
- Úszó jégtáblák (1978)
- Küszöbök 1-6. (1978)

## Díjai, elismerései
- Jászai Mari-díj (1956)
- Magyar Filmkritikusok Díja – Legjobb női alakítás díja (1974)